# Křížová cesta (Jesenice)

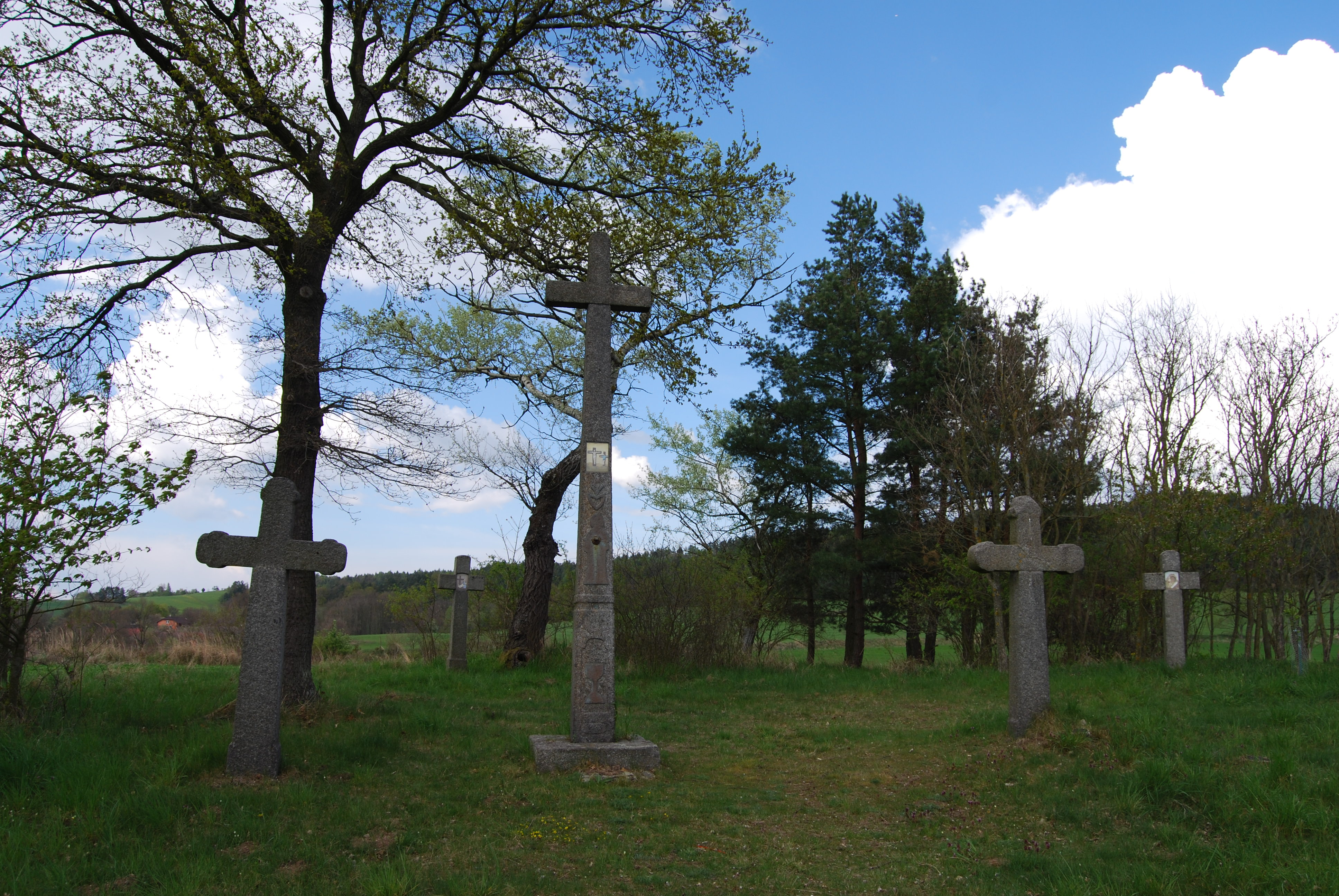
Kalvárie na návrší nad Jesenicí

Křížová cesta v Jesenici na Sedlčansku v okrese Příbram ve Středočeském kraji vede z obce od kostela Nejsvětější Trojice směrem na sever na mírné návrší s vyhlídkou.

## Historie
Křížová cesta vznikla v roce 1836. Tvoří ji kamenné kříže s obrázky zasazenými v nice uprostřed. Jejich počet je netypicky 17 místo obvyklých 14 – výjevy zde zachycují nejen cestu Krista na Kalvárii a jeho ukřižování, ale i jeho zmrtvýchvstání. Roku 1913 byly kříže opraveny. V souvislosti s procesím po Křížové cestě je připomínán farář Antonín Lego (1839-1901).
Obnova cesty nastala v roce 2004. Návrhy na obrázky pro výzdobu nik s námětem poslední cesty Ježíše Krista udělaly děti z jesenické základní školy a na měděný plech je olejovými barvami překreslil Zdeněk Šťovíček ze Sedlčan. Vlastní kamenné kříže zhotovil kamenosochař Josef Skalický. Torza poničených křížů byla uložena do země pod prvním křížem cesty. Kříže jsou napuštěny zpevňovačem a chráněny před vlivy počasí a proti záření. Křížová cesta byla nově vysvěcena františkánem páterem Jeronýmem Jurkou dne 12. září 2004.
Cestu kopíruje naučná stezka "Na jesenickou Kalvárii" s informačními tabulemi.